# Shangwafang
Shangwafang (kinesiska: 上瓦房, 上瓦房乡) är en socken i Kina. Den ligger i den autonoma regionen Inre Mongoliet, i den norra delen av landet, omkring 580 kilometer öster om regionhuvudstaden Hohhot.
Genomsnittlig årsnederbörd är 601 millimeter. Den regnigaste månaden är juni, med i genomsnitt 151 mm nederbörd, och den torraste är januari, med 3 mm nederbörd.